# Јуришник (новине)
Der Stürmer (Јуришник или Нападач) биле су нацистичке недељне новине које је од 20. априла 1923. до 22. фебруара 1945. објављивао Јулијус Штрајхер, а биле су познате по агресивном антисемитизму и гротескним карикатурама Јевреја.
Der Stürmer је чинио значајан део нацистичке пропагандне машинерије, посебно међу нижим друштвеним слојевима и с нагласком на антисемитизам; на дну насловне странице писало је Die Juden sind unser Unglück! („Јевреји су наша несрећа!“), а испод главног наслова стајало је Deutsches Wochenblatt zum Kampfe um die Wahrheit („Немачке недељне новине за борбу за истину“).
За разлику од озбиљнијег Фелкишер беобахтера, службених страначких новима, Јуришник је био таблоид. Редовно су изношени у јавност скандали и бизарне оптужбе везане уз Јевреје, попут јеврејских сексуалних злочина, ритуалних убистава и завереничких активности. Вести о јеврејским злочинима добијане су и од Гестапа, као и разни документи и порнографске слике везане уз Јевреје. Често су новости пријављивали сами читатељи који за то нису тражили никакву новчану накнаду; иако су вести о тежим скандалима често понављане, у архиви је пронађено више пријављених вести него што су новине могле да објаве. Уз вести о сексуалним скандалима и злочинима често су објављиване порнографске слике, што је био један од разлога популарности новина међу младима. Посебно су биле гротескне антисемитске карикатуре које су приказивале Јевреје као ликове нељудски изобличених лица и тела. Најпознатији карикатуриста био је Филип Рупрехт, познат као Фипс, чији су радови и данас популарни у неонацистичким и антисемитским круговима.
До 1939. редакција је запошљавала преко 300 људи. Читатеље Јуришника су претежно чинили млади људи из нижих друштвених слојева. 1927. тираж је износио око 27.000, а 1935. око 300.000 примерака. Девет специјалних издања објављиваних након 1933. досезало је милионски тираж. Уз продају, новине су објављиване и на посебним изложбеним паноима постављеним на места где се људи окупљају: чекаоницама, кантинама, парковима и трговима. Тако су пролазници могли у пар минута да прегледају карикатуре и, углавном, врло кратке чланке. Новине су такође наручиване и од немачких емиграната у прекоморским земљама.
Јуришник је наилазио и на критике међу страначким челницима. Херман Геринг је забранио дистрибуцију у свим својим одељењима, а челник Хитлерјугенда, Балдур фон Ширах, забранио га је у свим камповима своје организације сматрајући његов садржај примитивним и простим. Незадовољство начином рада су изражавали Ото Дитрих, Ханс Ламерс, Јозеф Гебелс и неки други утицајни нацисти, али нису успели да постигну значајније резултате. Друге нацистичке вође су имали позитивно мишљење: Хајнрих Химлер, Роберт Лај, Макс Аман, Алберт Форстер, а и сам Хитлер, сматрали су Штрајхерове припросте методе ефикасним у ширењу антисемитске пропаганде међу народом. Повремено су ипак издаване краће забране након антикатоличких испада, напада на угледне људе или вести које су квариле односе с иностранством. За време Олимпијских игара у Берлину 1936. Јуришник је такође привремено повучен из продаје.
За време рата новине су пре штампања прегледаване од стране цензора како би се избегле вести које би могле имати негативне дипломатске последице. Тираж је тада знатно опао, како због недостатка папира, тако и због недостатка вести насталог елиминацијом Јевреја из немачког друштва. Величина новина је 1944. смањена са 16 страница на 4, колико је било и 1923. године, а број читалаца је опао на 200.000. Престале су да излазе у фебруару 1945. године, а последње вести углавном су се тицале уверавања немачког народа да су вести о скором поразу само јеврејска пропаганда.
Уз карикатуристу Фипса, главни човек везан за лист био је Јулијус Штрајхер који се тим послом прославио и обогатио. Због свог рада, односно изразитог говора мржње и подстицања на злочине против Јевреја, након рата је у Нирнбергу осуђен на смрт и обешен.